# Ellipteroides (Progonomyia) nigrobimbo
Ellipteroides (Progonomyia) nigrobimbo is een tweevleugelige uit de familie steltmuggen (Limoniidae). De soort komt voor in het Afrotropisch gebied.